# Phryxe ruralis
Phryxe ruralis là một loài ruồi trong họ Tachinidae.